# Ielîseienkove
Ielîseienkove (în ucraineană Єлисеєнкове) este localitatea de reședință a comunei Ielîseienkove din raionul Sumî, regiunea Sumî, Ucraina.

## Demografie
Componența lingvistică a localității Ielîseienkove
     Ucraineană (93,83%)
     Rusă (6,17%)
Conform recensământului din 2001, majoritatea populației localității Ielîseienkove era vorbitoare de ucraineană (93,83%), existând în minoritate și vorbitori de rusă (6,17%).